# Tommaso Corsini
Pour les articles homonymes, voir Corsini et Corsini (homonymie).
Tommaso, prince Corsini, francisé en Thomas Corsini, (1762 - 1856), est un noble italien, sénateur français sous l'Empire.

## Biographie
Tommaso Corsini naît à Rome le 30 juillet 1762.
En raison de sa situation influente dans son pays, il est désigné le 18 mars 1809 par  Napoléon Ier pour entrer au Sénat conservateur. Il y reste jusqu'à la fin de l'Empire.
Il est créé comte de l'Empire le 20 août 1809.
Il meurt à Rome le 5 janvier 1856.

## Titres
- Comte Corsini et de l'Empire (lettres patentes de 20 août 1809, Schoenbrunn[1]) ;

## Armoiries
| Figure | Blasonnement |
|        | Armes des Corsini Bandé d'argent et de gueules à la fasce d'azur brochant sur le tout. On trouve aussiIdem, avec en concession, chargé d'un écusson d'azur surch. de trois fleurs-de-lis d'or, brochant sur le tout. Ou - D'or, à trois bandes de gueules, à la fasce d'azur, brochant sur le tout. - D'or, à trois bandes de gueules, à la fasce d'azur, ch. d'un écusson d'azur surch. de trois fleurs-de-lis d'or, brochant sur le tout. |
|        | Armes du comte Corsini et de l'Empire D'argent à trois bandes d'azur chargées d'une fasce de gueules, franc-quartier des comtes sénateurs. - Livrées : les couleurs de l'écu. |